# کریس اسپدینگ
کریس اسپدینگ (انگلیسی: Chris Spedding؛ زادهٔ ۱۷ ژوئن ۱۹۴۴) گیتارنواز، آهنگساز، موزیسین جاز، ترانه‌سرا، تهیه‌کننده موسیقی، و خواننده-ترانه‌پرداز اهل بریتانیا است. آل‌میوزیک او را به عنوان «یکی از همه‌کاره‌ترین گیتاریست‌های مستقل‌نواز بریتانیا توصیف کرده است، [او] مسیری طولانی در دو قاره داشته که در آن تقریباً هر سبک راک اند رول را تجربه کرده است …».
از جمله آثار او می‌توان به ساخت موسیقی برای مجموعهٔ تلویزیونی عروسکی وامبل‌ها اشاره کرد.